# Кузино (Кирилловский район)
Кузино — деревня в Кирилловском районе Вологодской области.
Входит в состав Алёшинского сельского поселения, с точки зрения административно-территориального деления — в Алёшинский сельсовет.
Расстояние до районного центра Кириллова по автодороге — 12,7 км, до центра муниципального образования Шиндалово по прямой — 2 км. Ближайшие населённые пункты — Косые Гряды, Сокирино, Васькино, Леунино, Шаврово, Шиляково, Щетинино, Поповская.
По переписи 2002 года население — 19 человек.